# Helmut-Wolfgang Brett
Helmut-Wolfgang Brett (* 27. Oktober 1949 in Stetten (Kernen im Remstal), Baden-Württemberg) ist ein
deutscher Diplomat und Historiker.  

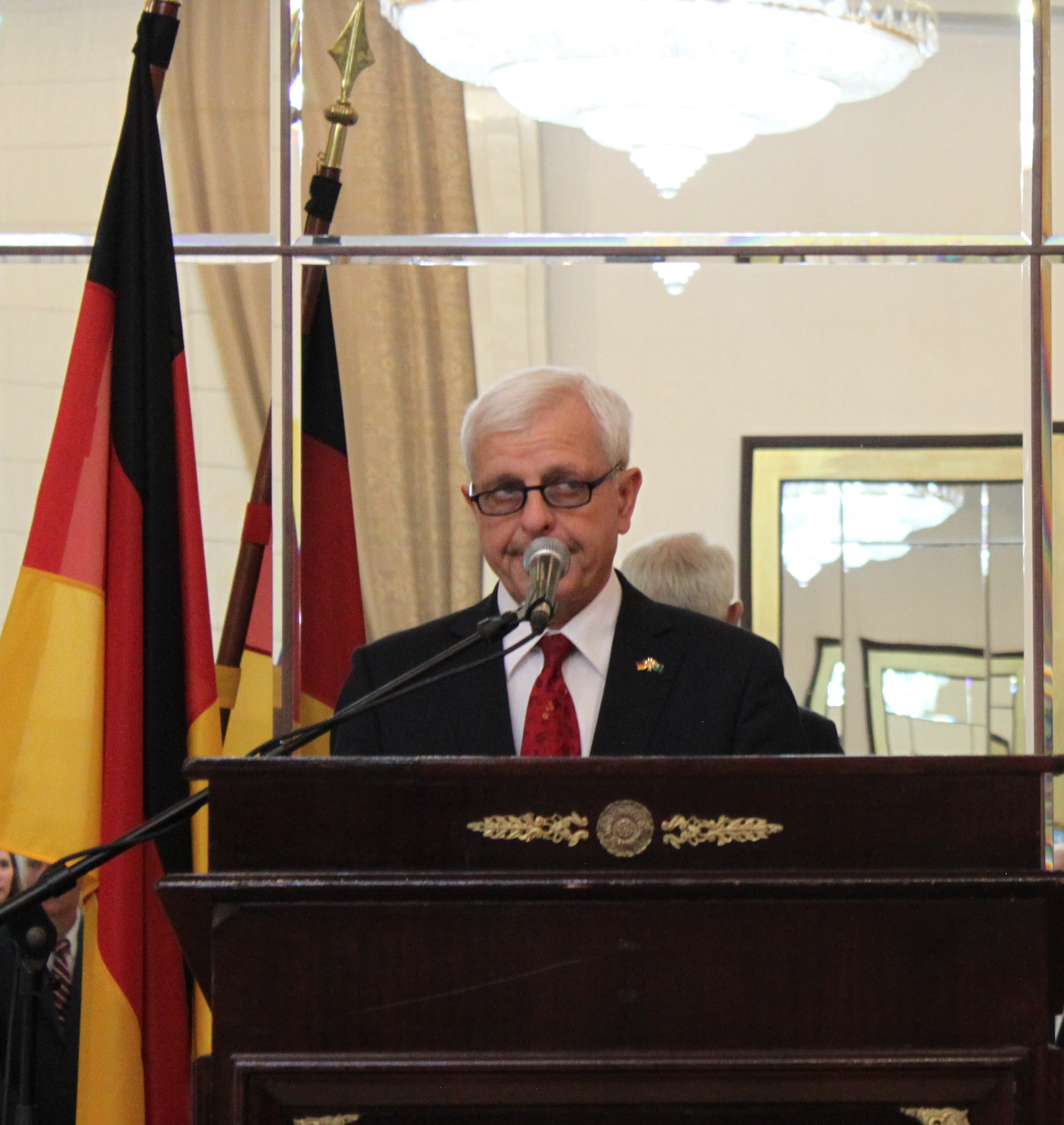
Botschafter Helmut Wolfgang Brett bei seiner Rede zum Empfang am Tag der Deutschen Einheit 2013 in Aschgabat, Turkmenistan

## Leben
Brett hat nach dem Wehrdienst die Fächer Geschichte, Politikwissenschaften und Geographie an der Universität Stuttgart studiert. Anschließend war er bis zu seinem Eintritt in den Auswärtigen Dienst Lehrer an Gymnasien in Baden-Württemberg. Er spricht Russisch, Englisch und Französisch.
Er hat drei erwachsene Kinder.

## Karriere als Diplomat
Nach seinem Eintritt in den Auswärtigen Dienst im April 1980 war Brett an mehreren Botschaften der Bundesrepublik Deutschland in der UdSSR, Somalia, den USA, Armenien, Russland und Kasachstan tätig. Im Inland hatte er Funktionen im Auswärtigen Amt, Bundeskanzleramt und Bundespresseamt inne. 
Er war von 2001 bis 2003 Leiter des Osteuropa-Referats im Presse- und Informationsamt der Bundesregierung und leitete von 2003 bis 2005 das Außenwirtschaftsreferat im Auswärtigen Amt. Von 2005 bis 2008 war er Leiter des Presse- und Informationsreferats an der Botschaft in Moskau und wurde als Anerkennung für seine kulturellen Aktivitäten in die hochrangige Gesellschaft der Freunde des Kremlmuseums aufgenommen.
Von 2008 bis 2012 war er Ständiger Vertreter an der Deutschen Botschaft in Astana, Kasachstan. 
Von 2012 bis 2015 war er Botschafter in Turkmenistan.
Dort hat er den jährlichen Zyklus kultureller Veranstaltungen unter dem Motto „Deutscher Frühling“ ins Leben gerufen.

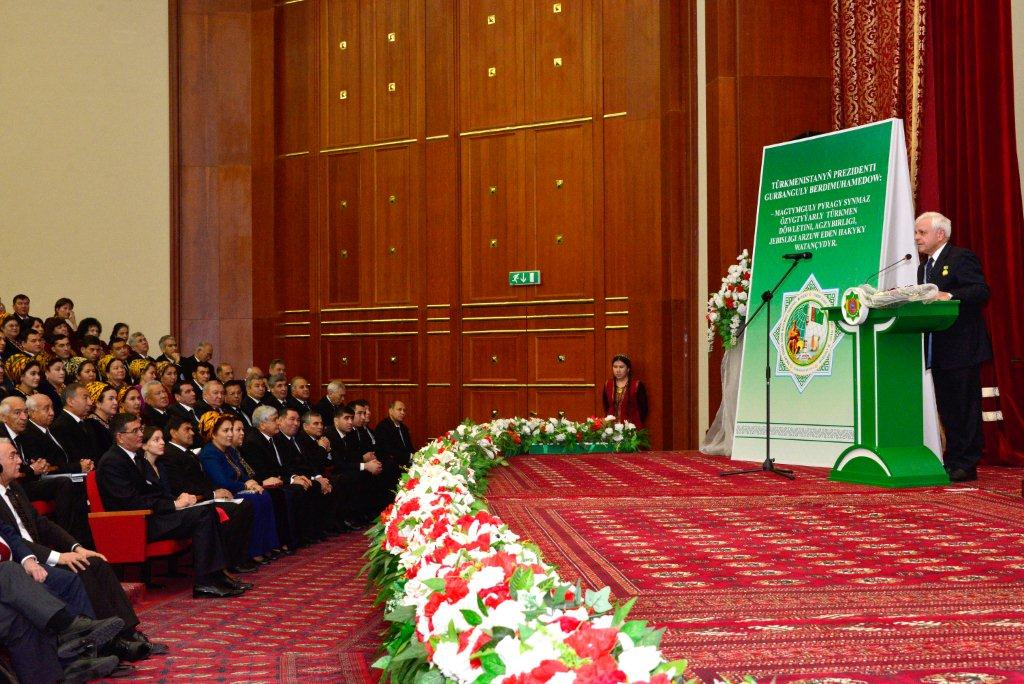
Feierliche Zeremonie in der Turkmenischen Universität mit Verleihung der Magtymguly-Medaille an Helmut-Wolfgang Brett am 13. Dezember 2014

Ihm wurde am 13. Dezember 2014 in einer feierlichen Zeremonie in der Turkmenischen Universität die Magtymguly-Medaille für Verdienste um die „Erforschung, Verbreitung und Propaganda der Werke des Klassikers der turkmenischen Literatur sowie für den großen persönlichen Beitrag zur Entwicklung freundschaftlicher Beziehungen in Wissenschaft, Bildung, Kultur und Geisteswissenschaft“ verliehen.
Am 27. Febr. 2018 hielt er einen Vortrag mit Diskussion zum Thema „Das Great Game im Kontext der europäischen Politik vom Anfang des 19. Jahrhunderts bis zum Jahr 1920“, auf der Sitzung des Wissenschaftlichen Rats des Instituts für Russische Geschichte der Akademie der Wissenschaften in Moskau.

## Veröffentlichungen
- Die Epoche Magtymgulys/18. Jahrhundert. In: Magtymguly aus deutscher Sicht. Festschrift zum 290. Geburtstag des turkmenischen Dichters. Hrsg. gemeins. m. d. Inst. f. Handschriften der AdW Turkmenistans. Göttingen 2014, ISBN 978-3-932313-70-7, S. 206–229.
- Carl Hummel und das wunderbare Weimar. Werke des Malers aus der Privatsammlung Tete Böttger. (m. e. Beitrag von Florian Illies). Göttingen 2014.
- Die Magie von Horst Janssen. Museums-Katalog zur Ausstellung. Göttingen, 2015.